# 孟琇焘
孟琇焘（1913年8月—1948年4月8日），号晋之，化名孟起，福建闽侯人，中国共产党早期成员。

## 生平

### 早年
孟琇焘在12岁时到当地恒孚当铺做学徒。1926年底国民革命军攻克福州，孟琇焘在1927年初参加了当地由中共组织的工会。1928年国民革命军北伐成功后，国民政府勒令解散工会，1933年闽变后，工会恢复，孟琇焘被任命为中华共和国典当业店员工会执行委员，然而闽变旋即失败，工会再次解散，孟琇焘亦被当铺辞退。其后孟琇焘辗转闽北及江西地区，但无处容身。
1935年，孟琇焘赴上海，至其族兄孟琇棠家中任家教，1936年成为江南造船所工人子弟学校的教员。1937年，抗日战争中的淞沪会战爆发，其学校被迫停办，孟琇焘于11月返回福州。1938年，孟琇焘加入中国共产党。

### 抗日战争时期
当时正值第二次国共合作时期，孟琇焘以合法的身份成为南平县教育科科员，并被中共任命为闽江工委委员。1940年夏，被调到沙县的福建医学院工作，任职期间扩大了中共沙县工委在自福州内迁沙县的福建医学院及福建省立中学当中的影响力。
1941年，皖南事变爆发，国共摩擦加剧，孟琇焘转移至崇安（武夷山）中共根据地，并于1942年11月转移至永泰县中共福建省委根据地。
1944年8月，孟琇焘奉中共安排到福安县工作，重建了中共福安县委并自任书记，1945年6月回福州工作。

### 第二次国共内战时期
1945年8月14日，中共闽江工委复设，孟起在此工作，1947年初中共福建省委改组为闽浙赣省委，他任城市工作部副部长。
1947年7月，孟起组织起“布变”，窃走福建海关查扣的大量布匹和棉纱，事后部分未转移的布匹被其女佣发现，后被国民党当局知悉。孟起被捕后，由于搜出中共党内文件，孟起被确认为中共党员。11月孟起被押解往南京，翌年4月被枪毙于南京雨花台。:421

## 身后
孟起被捕后，城工部部长庄征提出以假投降的方式营救，然而此举引起闽浙赣省委书记曾镜冰的猜疑，随后曾镜冰将庄征和接任副部长的李铁等人实行逼供，并集中处死，造成一百多名中共地下党死亡，闽浙赣省委的地下工作遭到严重破坏。此案在1957年才宣告平反。